# Lunda Sul
Lunda Sul é uma das 18 províncias de Angola, localizada no leste do país. A capital é a cidade de Saurimo, no município do mesmo nome.
Segundo as projeções populacionais de 2018, elaboradas pelo Instituto Nacional de Estatística, conta com uma população de 609 851 habitantes e área territorial de 77 636 km².
A província é constituída pelos municípios de Cacolo, Dala, Muconda e Saurimo.

## História
Antes da efetiva ocupação colonial portuguesa, as terras de Lunda Sul eram território de vários povos bantos, destacadamente das etnias chócues e ganguelas, havendo também algumas frações de lubas. Esses três povos começaram a se organizar politicamente no século XVI.

### Organização política
A região leste de Angola, assim como parte da República Democrática do Congo e Zâmbia, foi unificada, em 1590, sob a égide do rei Muanta Gandi, que formou o reino Lunda, um poderoso Estado pré-colonial que tinha inicialmente sede em Mussumba, atualmente no sul do Congo.
O Estado Lunda acabou por tornar-se, no século XVII, o Império Lunda (1º império), que por fim esfacelou-se em vários Estados confederados em virtude de inúmeras guerras pelo trono da rainha Lueji A'Nkonde. O seu principal ente confederado substituto foi Reino Lunda-Chócue, que tinha sede em Luena e zona importante em Saurimo. O próprio Reino Lunda-Chócue costurou a formação de um 2º Império Lunda, em meados do século XIX.
As potências colonias, Bélgica, Grã-Bretanha e Portugal, não aceitaram a formação dessa nova unidade imperial, fazendo diversas incursões militares na região, até que, como resultado da Conferência de Berlim, procederam a divisão definitiva dos lundas, extinguindo-se o Reino Lunda-Chócue.
Em 13 de julho de 1895 é criado o "distrito de Lunda", para administração portuguesa junto ao Protetorado Lunda-Chócue. A capital foi assentada em Saurimo, preterindo a histórica Luena. No ano de 1896 a capital muda-se para Malanje, permanecendo até o ano de 1921, quando volta novamente para Saurimo.

### Colonização e guerras
O ano de 1912 é marcado pelo retorno do interesse colonial na região, após dois geólogos da empresa Forminière encontrarem diamantes no ribeiro Mussalala. Neste mesmo ano foi formada a Companhia de Pesquisas Mineiras de Angola, na qual as primeiras explorações mineiras foram realizadas no território sul-lundense.
No final da década de 1960 a guerra atinge Lunda Sul, com a abertura da "Frente Leste" e da "Rota Agostinho Neto" pelo MPLA, expulsando os portugueses da maioria do território. Entre 1973 e 1975 a UNITA passa a pressionar de maneira muito forte o MPLA na província, fazendo o grupo recuar para zonas remotas. Tal cenário somente viria mudar a partir de 1976, já no bojo Operação Carlota.

### Formação da província
No dia 4 de julho de 1978, pelo decreto-lei nº. 84/78, a província de Lunda foi dividida em duas, ficando a porção primitiva com o nome de Lunda Sul, enquanto que se criou oficialmente a província de Lunda Norte.

## Geografia

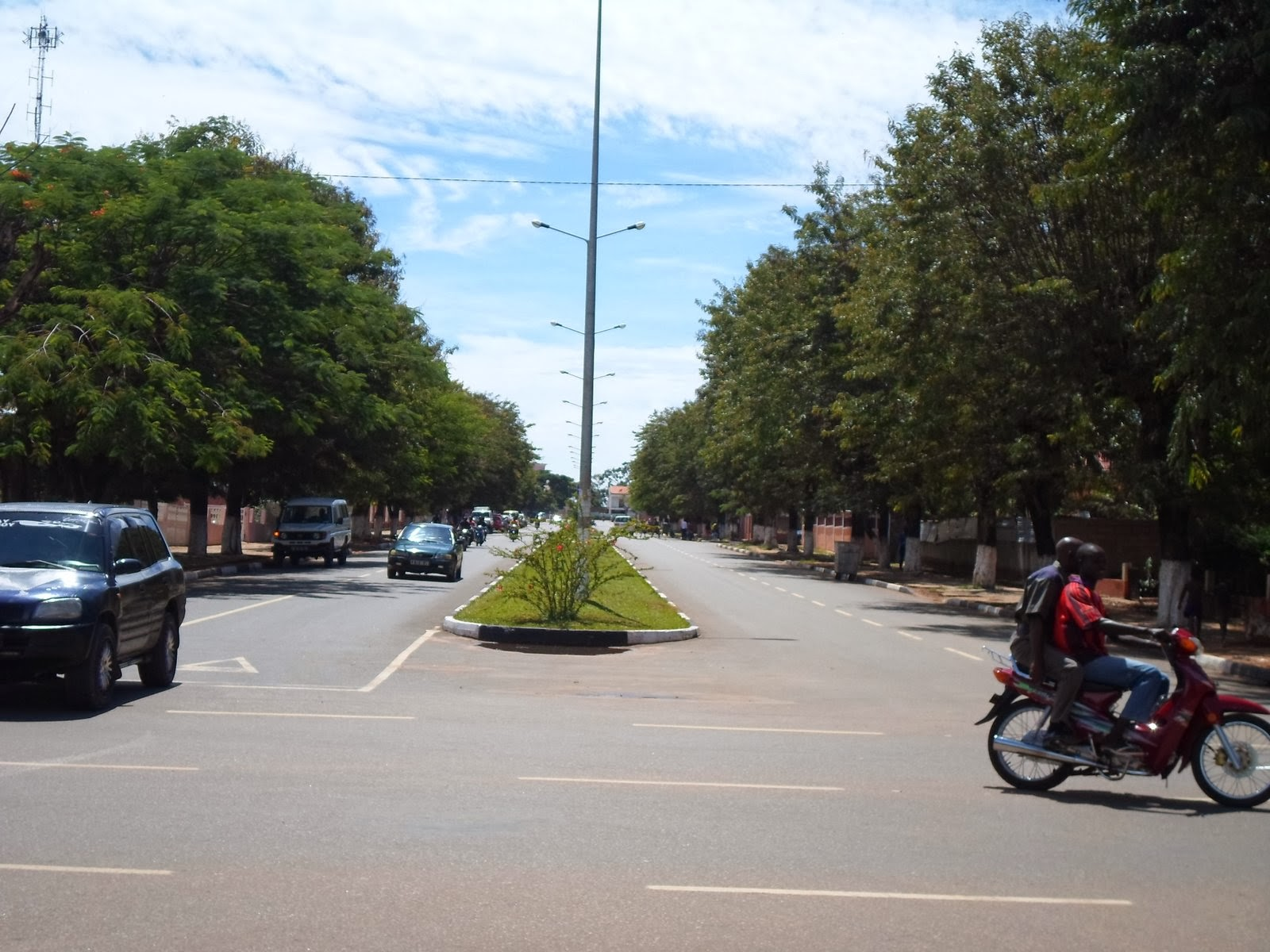
Avenida de mão dupla, em 2015, em Saurimo.

Para fins estatísticos, a província sul-lundense está localizada no leste do país. Toda sua faixa territorial noroeste, norte, nordeste faz fronteira com a Lunda Norte. Ao leste, sua fronteira é feita com o Congo-Quinxassa, sendo o marco o rio Cassai. Ao sudeste e sul, sua fronteira dá-se com a província do Moxico, e ao sudoeste uma pequena faixa de fronteira dá-se com Bié, e ao oeste com Malanje.
Composta por somente 4 municípios, Lunda Sul ainda subdivide-se em 14 comunas: Saurimo (sede), Mona Quimbundo, Cacolo, Chiluage, Muriege, Cazage, Luma Cassai, Alto Chicapa, Xassengue, Cucumbi, Sombo, Muconda, Cassai Sul e Dala.

### Clima
Segundo a classificação climática de Köppen-Geiger predomina na província o clima subtropical úmido (Cwa), com temperaturas que oscilam entre o máximo de 34ºc e mínimo de 22ºc, registrando grande precipitação pluviométrica.

### Demografia
A população de Lunda Sul é constituída maioritariamente pelos chócues, coexistindo com grupos etnolinguísticos ambundos e ganguelas. Em função das guerras na fronteira, um certo contingente de refugiados quinxassa-congoleses — majoritariamente das etnias lunda e luba — migrou para terras sul-lundenses. Grupos minoritários, ou subgrupos relevantes, incluem imbangalas, xinges, minungos e muvales, além das origens miscigenadas, como luso-angolanos e ango-brasileiros.

### Ecologia, flora e fauna
Ao extremo leste da província domina o "mosaico floresta-savana do sul da bacia do Congo", uma ecorregião composta de florestas, savanas e pastagens. Já ao centro-norte, oeste, sul e sudoeste, a paisagem é dominada pela ecorregião das "florestas de miombo angolanas", com flora de savana de folha larga decídua úmida e floresta com domínio de miombo, além de pastagens abertas.

### Hidrografia
Importantes rios cortam terras sul-lundenses, com destaque para o Cassai, o Chiumbe-Luateche e o Cuango. Outros rios relevantes são o Luia, o Chicapa (que banha Saurimo), o Luachimo, o Luxiza e o Cucumbi, todos estes com nascente na província. Todos os rios citados são tributários do Cassai que, por sua vez, é um dos maiores tributários da bacia do Congo.

### Relevo
O principal acidente geográfico da província é o Planalto da Lunda, que domina toda a porção leste, norte e sul da província. Ao sudoeste há formações do Planalto Central de Angola (ou Planalto do Bié).

## Economia
O grande sustentáculo da economia sul-lundense está na extracção de diamantes, fato econômico que afetou, desde o início do século XX, até mesmo aos fenômenos demográficos e a formação cultural da província. A grande empregadora provincial é a Endiama.

### Agropecuária e extrativismo

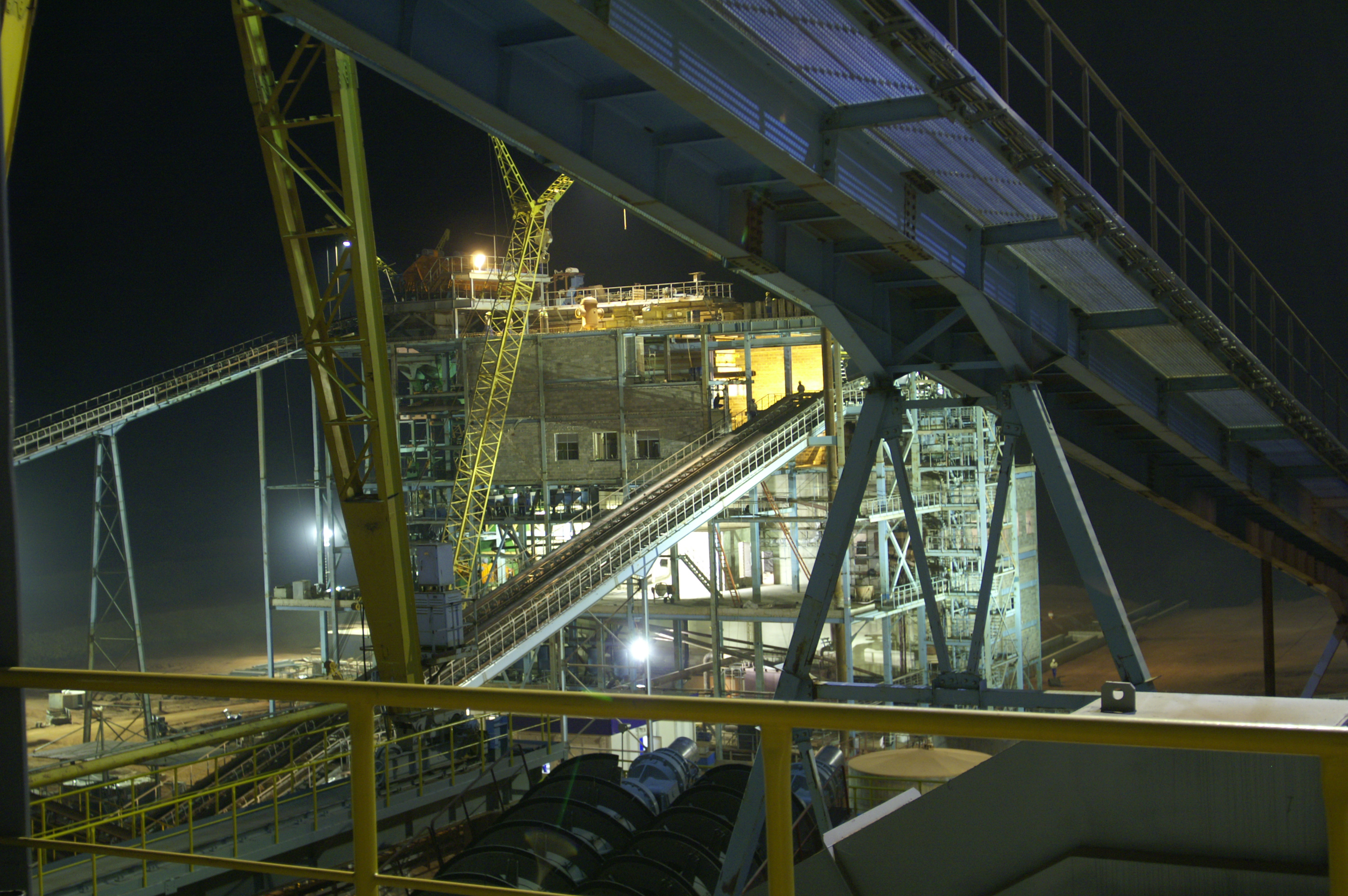
Mina de Catoca, em 2005.

A produção agrícola de lavoura temporária encontra-se assentada nas culturas de mandioca, milho, arroz, ginguba, batata-doce, inhame e abacaxi ananás; esta última lavoura é uma das bases produtivas locais. Já na lavoura permanente exite produção destacada de abacates, goiabas e mangas.
No extrativismo vegetal existe uma grande cadeia de extração de recursos madeireiros, como o pinheiro, e; no extrativismo animal há um importante excedente pesqueiro extraído dos inúmeros rios da província.
Em relação aos rebanhos de animais, destaca-se a pecuária bovina para corte e leite, havendo também registros de criação de caprinos e suínos; existe a criação de galináceas para carne e ovos.

### Indústria e mineração
O setor mais pujante da província de Lunda Sul é a mineração industrial, que têm nos diamantes, no manganês e no minério de ferro seus produtos extraídos de maior valor bruto. Nos diamantes, sua área de operações mais importante é na mina de diamantes Catoca.
É no parque industrial de Saurimo que concentra-se a maior parte da produção industrial da região, havendo manufatura de alimentos, bebidas, roupas, produção agroindustrial e construção civil.

### Comércio e serviços
O setor de comércio e serviços concentra-se na capital, Saurimo, que sedia centros atacadistas e de abastecimento tanto para a província de Lunda Sul quanto para as demais províncias do leste angolano. A capital é também o centro financeiro do leste da nação.

## Cultura e lazer
No âmbito da cultura, existem vários grupos de danças, centros recreativos, agrupamentos musicais, grupos de teatro, assim como monumentos de arquitectura civil, religiosa e sítios históricos.
O povo chócue, também chamado de lunda-chócue, possui uma rica tradição histórica e cultural, tendo em conta o valor das letras das suas canções folclóricas e danças tradicionais, tais como: macoopo chianda, chissela, chiliapanga, mitingue, muquixi, etc. Este povo também herdou uma notável riqueza cultural, vislumbrada nas esculturas produzidas.

## Política
O governador ou comissário da província é indicado pelo Presidente da República de Angola.
Abaixo uma tabela com todos os governadores da Lunda Sul desde a independência da nação.
| Ordem | Nome                                 | Início | Término     | Notas |
| 1     | José Manuel Salukombo                | 1975   | 1978        |       |
| 2     | Celestino Figueiredo Chinhama Faísca | 1978   | 1981        |       |
| 3     | José César Augusto Kiluange          | 1981   | 1983        |       |
| 4     | Luís Doukui Paulo de Castro          | 1983   | 1986        |       |
| 5     | Rafael Sapilinha Sambalanga          | 1986   | 1988        |       |
| 6     | Graciano Mande                       | 1988   | 1991        |       |
| 7     | José Manuel Salukombo                | 1991   | 1992        |       |
| 8     | Manuel Gonçalves Muandumba           | 1992   | 1998        |       |
| 9     | Francisco Sozinho Chihuissa          | 1999   | 2003        |       |
| 10    | Marcial Miji Satambi Kalumbi Itengo  | 2003   | 2008        |       |
| 11    | Cândida Maria Guilherme Narciso      | 2008   | 2016        |       |
| 12    | Ernesto Fernando Kiteculo            | 2017   | 2018        |       |
| 13    | Daniel Félix Neto                    | 2018   | actualmente |       |